# Vladimir Kirillov
Pour les articles homonymes, voir Kirillov.
Vladimir Timofeïevitch Kirillov (en russe : Владимир Тимофеевич Кириллов), né le 2 octobre 1890 (14 octobre dans le calendrier grégorien) dans le village de Kharino, province de Smolensk, en Russie, et mort le 16 juillet 1937 à Moscou, est un poète russe.
Arrêté pendant les Grandes Purges et condamné à mort par la Cour suprême, il est réhabilité le 12 mars 1957.

## Biographie
Né dans une famille paysanne, il fréquenta l'école de son village puis à 9 ans il commença à travailler comme apprenti chez un cordonnier. En 1903, il partit comme mousse sur un navire marchand qui fit escale en Turquie, en Grèce et en Afrique du Nord, puis participa à la révolte de la flotte de la mer Noire pendant la Révolution de 1905. Il fut arrêté et exilé pendant trois ans dans le gouvernement de Vologda. Libéré, il quitta la Russie et voyagea à travers le monde. En 1911, il fit un séjour prolongé aux États-Unis. C'est pendant cette période où il se trouvait hors de son pays qu'il commença sa carrière d'écrivain.
En 1912, il rentra en Russie où il développa ses talents littéraires dans la célèbre maison du peuple fondée par la comtesse Panina à Saint-Pétersbourg. En 1914, il fut mobilisé puis prit une part active à la Révolution d'Octobre avant laquelle il écrivait déjà dans des revues et des journaux de gauche. En septembre 1918 il fut élu au comité central du Proletkoult fondé en automne 1917 par Alexandre Bogdanov avec, à ses côtés Fiodor Kalinine, Mikhaïl Guerassimov, Ilia Sadofev, Alexis Samobytnik-Machirov, Basile Ignatov, Vladimir Kossior, Karl Ozol-Prednek. En été 1919, le Proletkoult comptait environ 100 organisations locales et en 1920, avant la fin de la guerre civile russe, 80 000 personnes y étaient associées qui donnaient le « la » à la littérature des travailleurs et à l'art.

Avec leurs origines « plébéiennes » dont ils étaient fiers car avant ils n'étaient rien et maintenant ils pouvaient tout, avec l'élan révolutionnaire de masse, avec la mobilisation idéologique nécessaire à la lutte pour leur survie, avec pour perspective la conquête du pouvoir et l'appropriation des richesses sur terre, sur mer, au-delà des océans, ces poètes exaltèrent les forces productives qui élaboraient à leur image leurs règles, leurs idoles et qui « du passé faisaient table rase ». Ils louaient les nouvelles cathédrales qu'étaient les usines dont les immenses cheminées dressées encensaient le ciel avec leurs fumées au milieu de villes embrasées par la lumière de soleils artificiels. Le cœur de l'homme nouveau battait au rythme des machines et du martèlement suscitant un enthousiasme qui se retrouve dans ces citations de Vladimir Kirillov : 

« Nous sommes tout, nous sommes partout, nous sommes le feu conquérant et la lumière... »

« Nous sommes notre propre Dieu, Juge et la loi. »

Cependant bien que les auteurs « prolétariens » aient eu beaucoup de thèmes communs, de nombreux critiques littéraires ont retrouvé dans leurs productions l'influence de Mikhaïl Lermontov, de Nikolaï Nekrassov, d'Emile Verhaeren, de Walt Whitman, de Valeri Brioussov, d'Alexandre Blok, de Vladimir Maïakovski.
En février 1920, sans pour autant rompre avec le Proletkoult où il ne faisait plus partie du comité central, Kirillov rejoignit Mikhaïl Guerassimov qui avait créé un cercle pour la littérature prolétarienne. Il put ainsi s'exprimer dans une nouvelle revue La Forge qui se consacrait surtout à la défense des intérêts des auteurs professionnels de la classe ouvrière. D'ailleurs ce cercle n'était pas en rivalité avec le Proletkoult qui le soutenait financièrement. En octobre de la même année, il devint dirigeant du VAPP, rebaptisé lors de son premier congrès RAPP avec pour secrétaire Leopold Averbakh (Association des écrivains prolétaires de Russie), qui fut créé à l'issue d'une réunion des auteurs prolétariens de La Forge. Vladimir Kirillov avait sous ses ordres des fonctionnaires dont les écrivains Alexandre Fadeïev, Jury Libedinski, Vladimir Kirchon.  Le VAPP fut reconnu par le Narkompros (Commissariat du Peuple à l'Éducation) comme organisme chapeautant les autres associations. À partir de 1926, cette organisation édita la revue La Garde littéraire qui lutta contre le Formalisme, le Constructivisme, les Compagnons de route, Pereval, LEF, Oberiou.
En 1921, ce fut la Nouvelle politique économique (NEP) et Kirillov comme bon nombre de poètes d'avant-garde, dont Mikhaïl Guerassimov, Ilia Sadofev, Alexis Samobytnik-Machirov, quittèrent le parti, car ils considéraient que cette orientation économique était la mort de la révolution, mais il n'y avait pas que cette raison. Leur déception et leur désillusion venaient aussi qu'ils se rendaient compte que transformer l'homme, les habitudes, les institutions ne se passait pas comme ils l'avaient prévu et surtout pas aussi vite et qu'ils étaient très loin du compte.
Néanmoins Vladimir Kirillov continuait ses activités et travaillait aussi comme théoricien à l'Institut central du travail (CIT), fondé par Alekseï Gastev. En 1923, il fut engagé, comme beaucoup d'autres écrivains, pour écrire dans le journal d'un vaste mouvement de jeunesse La Jeune Garde, dont le périodique portait le même nom. Pendant quelques années, au début, on y publia de ses poèmes.
Lors des funérailles de Serguei Essenine qui s'était suicidé le 28 décembre 1925, il prononça un éloge funèbre où il déclara que ce poète avait été le plus doué des poètes de langue russe après Alexandre Pouchkine. Ce discours fut publié en octobre dans La Pravda, alors que Nikolaï Boukharine en était le directeur.
Vladimir Kirillov fut arrêté le 30 janvier 1937, pendant les Grandes Purges, et condamné à mort par le Collège militaire de la Cour suprême de l'URSS le 15 juillet 1937, pour « participation à une organisation terroriste anti-soviétique trotskiste qui avait l'intention de tuer Staline ». Il fut exécuté le lendemain, 16 juillet 1937. Il est enterré au cimetière Donskoï, à Moscou.
Il fut réhabilité le 12 mars 1957 par le même Collège militaire de la Cour suprême qui l'avait condamné.

## Œuvres
- 1918 : Le Messie de fer.
- Nous. (Souvent cité dans les sources comme très représentatif de l'auteur et du Proletkoult mais pas de date, peut-être 1920).
- Dawn of the future.